# Pseudopilocereus tuberculatus
Pseudopilocereus tuberculatus là một loài thực vật có hoa trong họ Cactaceae. Loài này được (Werderm.) Buxb. miêu tả khoa học đầu tiên năm 1968.